# 김상희 (1951년)
김상희(金相喜, 1951년 1월 25일 ~ , 경북 대구)는 대한민국의 법조인이다.

## 학력
- 1969년 : 경북고등학교 졸업
- 1973년 : 서울대학교 법학 학사

## 경력
- 1974 : 제16회 사법시험 합격
- 1979.11 ~ 1982.08 : 서울중앙지방검찰청 영등포지청 검사
- 1982.08 ~ 1983.08 : 제주지방검찰청 검사
- 1983.08 ~ 1986.05 : 서울중앙지방검찰청 검사
- 1989.03 ~ 1990.11 : 대전지방검찰청 서산지청장
- 1992.08 ~ 1993.03 : 법무부 검찰국 제3과장
- 1993.09 ~ 1995.09 : 서울동부지방검찰청 특수부장
- 1999.06 ~ 2001.05 : 서울고등검찰청 형사부장
- 2002.02 ~ 2002.08 : 서울고등검찰청 차장검사
- 2004.06 ~ 2005.08 : 법무부 차관
- 김상희법률사무소 변호사
- 2009.03 ~ 2015.03 : LG전자 사외이사
- 한국법죄방지재단 이사

## 참고
| 전임 정상명 | 제47대 법무부 차관 2004년 6월 1일 ~ 2005년 8월 23일 | 후임 이귀남 (직무대리) |